# 宇奈月温泉
宇奈月温泉（うなづきおんせん）は、富山県黒部市にある温泉。黒部川の電源開発を背景として1923年（大正12年）11月22日に開湯された温泉地で、黒部川の河岸段丘面（標高約200メートル）に位置する。黒部川の渓谷沿いなどに旅館や保養所が立ち並び、峡谷美を愛でる黒部峡谷鉄道のトロッコ観光の拠点でもある。
全国的にも珍しい7kmにも及ぶ引湯管を使った引湯である。

## 概要

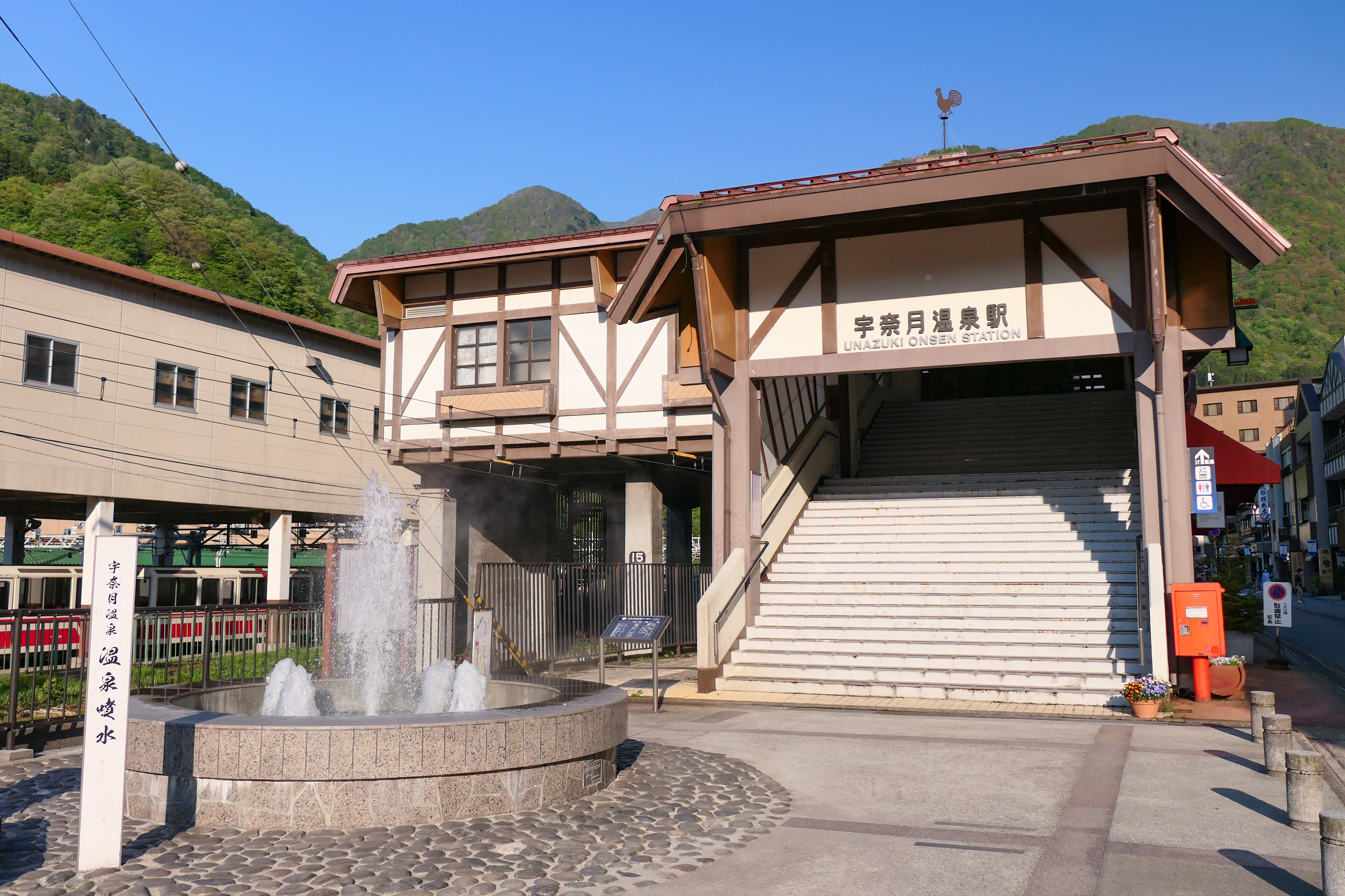
宇奈月温泉駅と温泉噴水

歴史的には黒部峡谷探検や黒部川の電源開発とともに発展してきた温泉地である。黒部峡谷の入口には、ホテルや旅館、商店や土産物店が多数立ち並んでいる。富山県内の温泉地では最大規模。富山地方鉄道の宇奈月温泉駅前に温泉水を利用した噴水がある。
宇奈月温泉駅から東南に進むと黒部峡谷鉄道宇奈月駅があり、黒部峡谷を訪ねる多くの観光客が利用する。また、反対方向に向かって線路を渡り、商店街を抜けた所にある宇奈月公園には、かつてこの地を訪れたことがある昭和天皇の御製碑や、与謝野鉄幹、与謝野晶子、宮柊二（みやしゅうじ）らの歌碑がある。
温泉街にはそのほか『おもかげ』『いっぷく』と名付けられた足湯のほか、黒部市芸術創造センターセレネ、黒部川電気記念館、宇奈月神社などがある。また、右岸道路から峡谷を進むと宇奈月ダム及び資料館「大夢来館（だむこんかん）」が見学でき、さらに橋を渡って宇奈月湖を眺め、尾の沼体験交流施設 とちの湯を利用する事ができる。
「宇奈月」の名称は近代になって付けられたもので、桃原の大地の近くにあった谷の名称から名付けられた。当地を訪れた人が、水の音や風の響きに心も「うなづき」、身も心も清らかになったという伝承が地名の由来で、「宇奈月」の字は、「宇治や奈良と並ぶ名月の地」にしようという思いから付けられたという。また、これまでの資料では、開湯の日付が11月末ということだけしかわかっていなかったが、2024年（令和6年）11月に、当時の黒部鉄道桃原駅（現在の富山地方鉄道宇奈月温泉駅）の駅長自宅からメモが見つかり、1923年（大正12年）11月22日だと判明した。

## 泉質
- 単純温泉[1]
- 源泉の色：無色透明
- pHは8.19[1]
- 溶存物質：394mg/kg[1]

※いずれも2023年12月時点

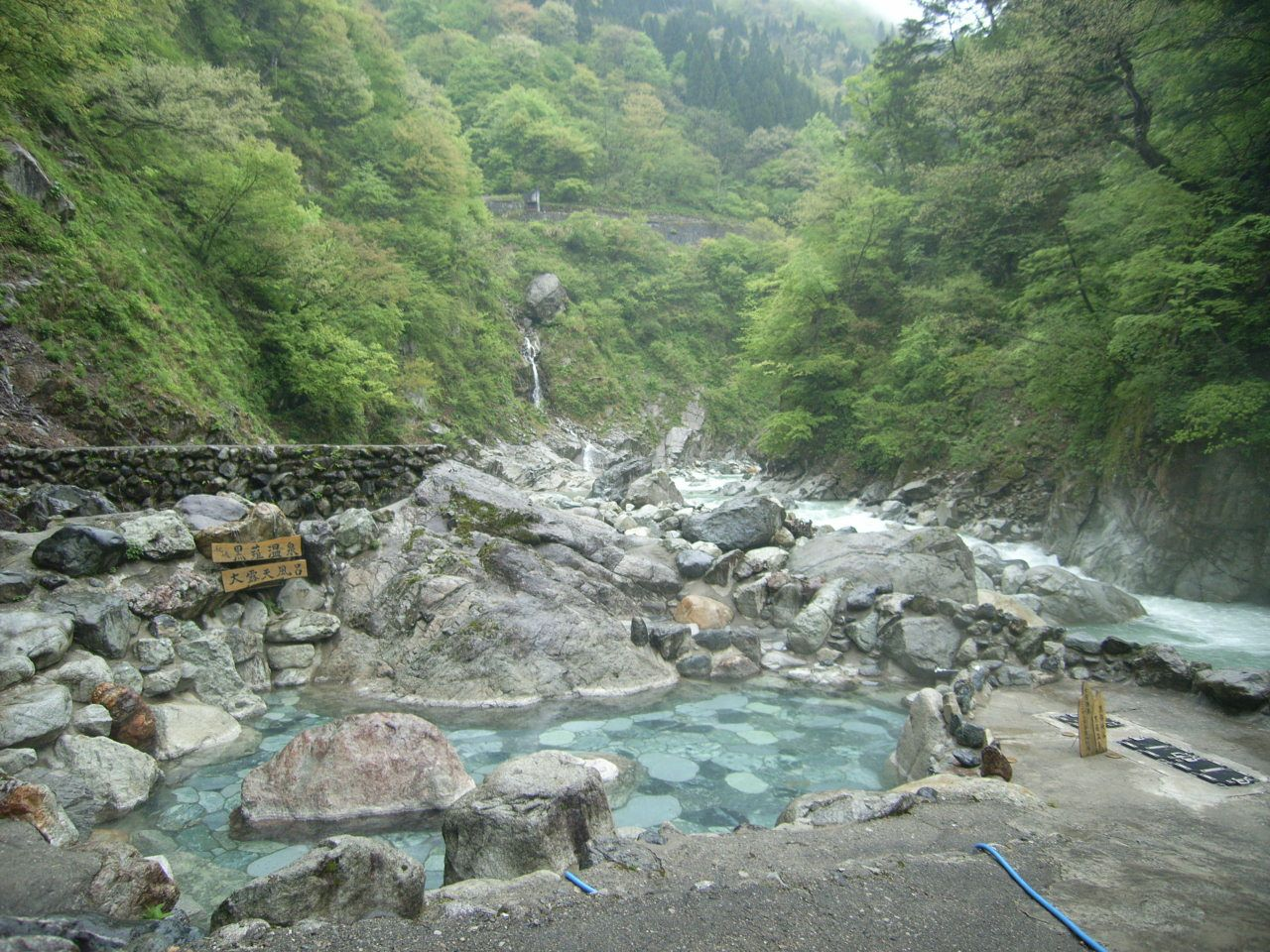
右下の黒いふたの部分から引湯している。

源泉はすべて黒部川上流にある黒薙温泉からの引湯である（3,4,6,9号井および自噴泉を使用。1970年代時点では黒薙のさらに上流の二見からも引湯していた）。源泉段階で摂氏92〜98度と非常に高温であり、湯量が豊富である。浴用として多少水を混ぜて引湯しているため、宇奈月温泉街に到達した時点で摂氏63度となる。
2024年の能登半島地震の発生直後はメタケイ酸とマンガンが増加した。後にマンガンは減少したものの、保湿効果のあるメタケイ酸は地震発生から2025年7月時点でも含有量が10年前の3 - 4倍と高い状態が続いている。

## 温泉街

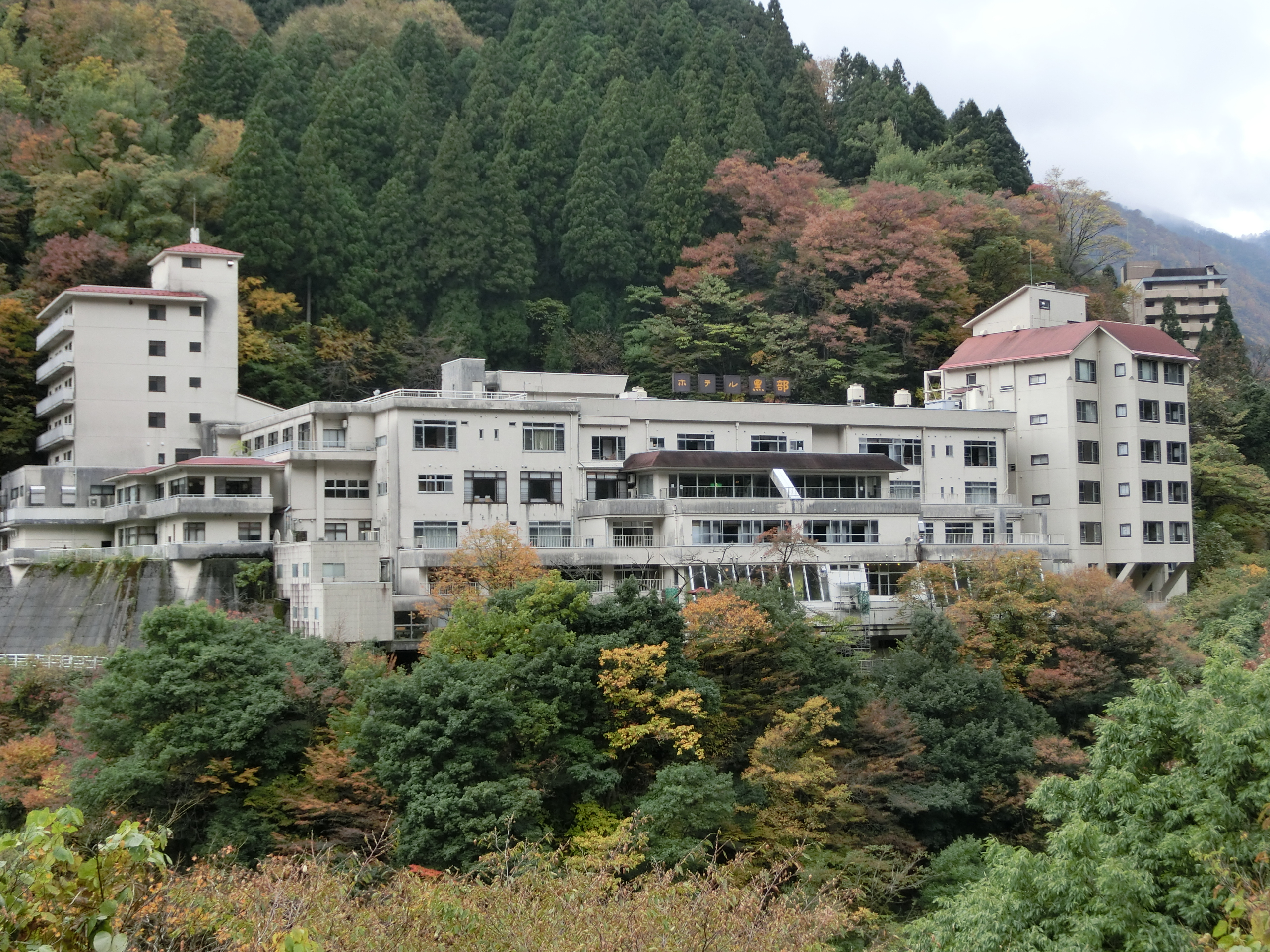
ホテル黒部

### ホテル・旅館
- 宇奈月グランドホテル（1924年創業[10]）
- グランヴィリオホテル宇奈月温泉（旧・宇奈月国際ホテル、2022年開業）
- 黒部・宇奈月温泉 やまのは（旧・宇奈月ニューオータニホテル、宇奈月杉乃井ホテル、1970年創業）
- ホテル黒部（1965年創業[10]）
- 黒部・宇奈月温泉 桃源（1924年創業[10]）
- 延対寺荘（1925年[10]に高岡の延対寺荘の別館として創業）
- 延楽（1937年創業[11]）
- サン柳亭（1985年にホテル小柳の姉妹館として創業[12]）
- フィール宇奈月（2004年創業[13]）[注釈 1]
- 烏帽子山荘（1950年に「さとのや」として創業し、1952年に佐藤喜一が経営を引き継いだ。1987年に現在の別荘が完成[15]）[注釈 2]

### 民宿
- 温泉民宿宇えだ
- 温泉民宿黒流荘（1962年6月創業[16]）
- 温泉民宿三日月（1958年8月創業[16]）
- プチホテルチャーリーズクラブ

### 総湯
- 湯めどころ宇奈月

### その他の公共施設
- 観光会館
- 温泉会館
- 旅館組合
- 足湯『おもかげ』
- 足湯『くろなぎ』
- 宇奈月公園
- 桃原診療所
- 黒部市芸術創造センターセレネ
- 黒部川電気記念館
- 宇奈月神社
- 尾の沼体験交流施設 とちの湯

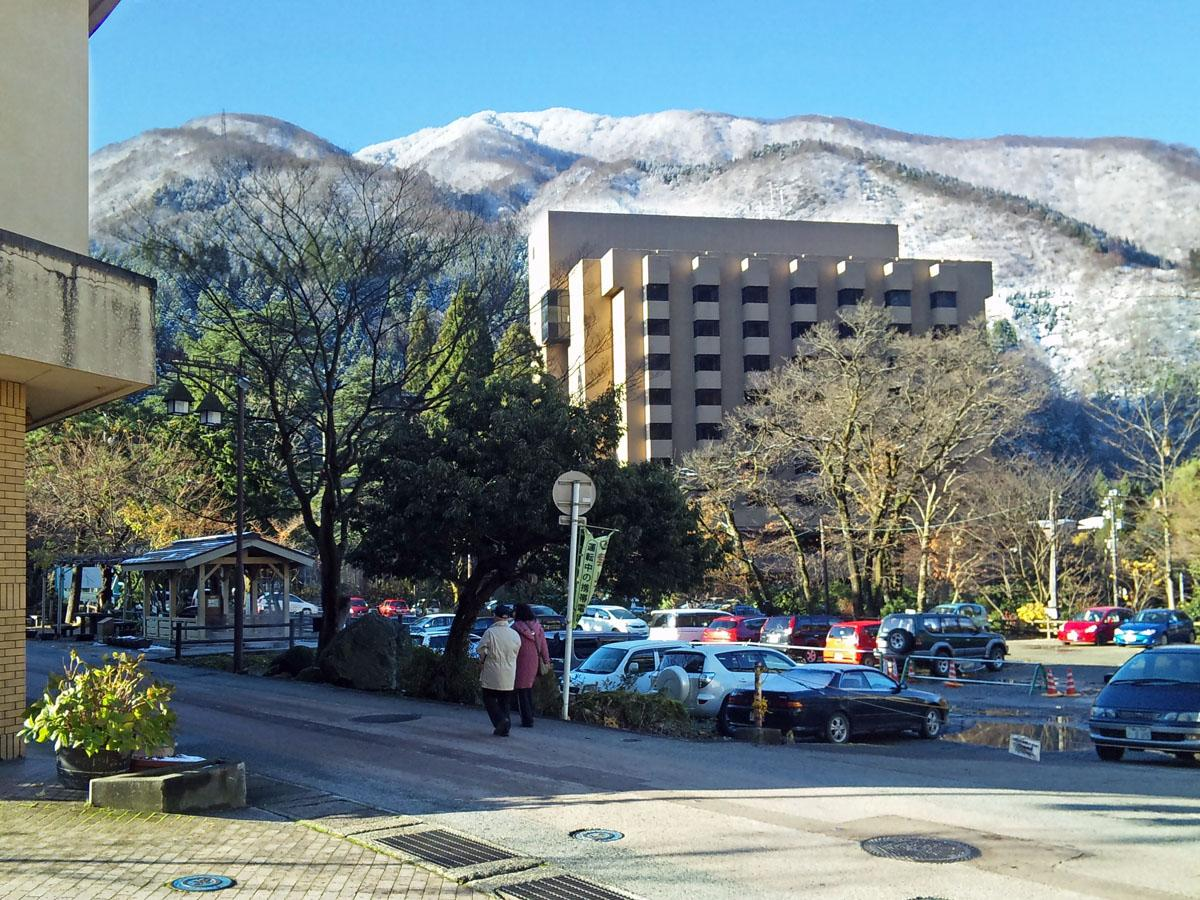
早朝の宇奈月公園と足湯

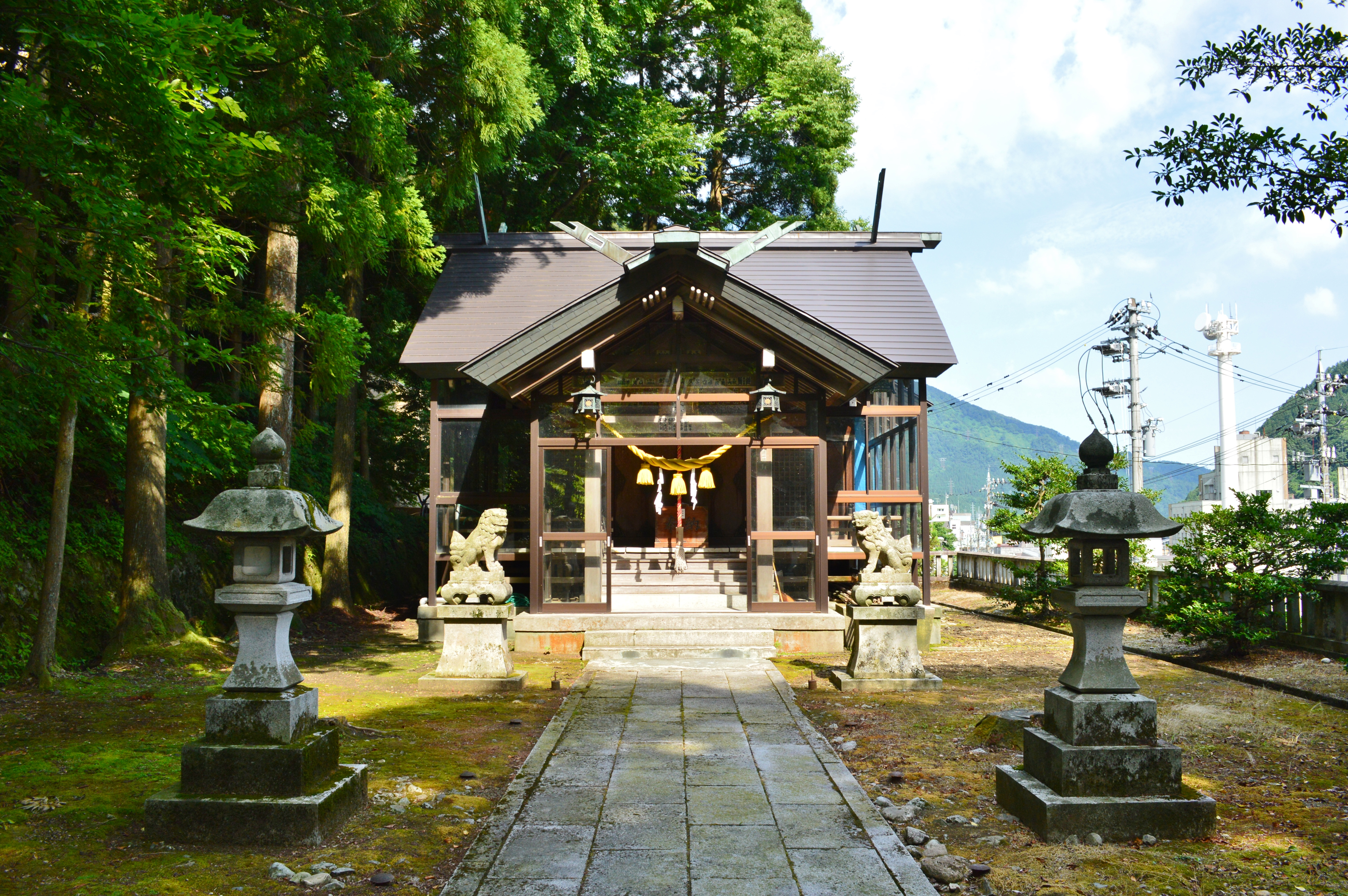
宇奈月神社

- 宇奈月ダム資料館「大夢来館（だむこんかん）」

など

### かつてあった施設
湯元
- 宇奈月温泉湯元（愛本温泉から移築）[17]

旅館・民宿
- かなやま（1925年創業）
- 富山館（1925年創業）
- お酒のお宿 喜泉（1926年創業[10]の喜泉閣、宇奈月センター→グリーンホテル喜泉が前身、2025年閉館）
- 河内屋（1927年創業）
- ホテル小柳（小柳館[18]、1941年4月創業[16]）
- 福井館（ホテルふく井、1948年12月創業[16]）
- 独楽荘（1949年10月創業[16]）
- 錦水（1956年11月創業[16]）
- 対岩荘（1962年9月創業[16]）
- よろづや（1963年8月創業[16]）
- やま甚（1963年10月創業[16]）
- 蝶仙閣（1965年4月創業[16]、2003年廃業、建物はフィール宇奈月が居抜き入居[19]）
- いずみや（1966年8月創業）[16]
- つるぎ（1967年2月創業、ヤクルト本社が経営していた[16]）
- 坂井館[18]
- 水月旅館[18]
- 和田旅館[20]
- アルプス館[20]
- 黒部荘[20]
- 望月[20]
- 日の出館[20]
- 堀旅館[20]
- かわい民宿[21]
- 御影旅館[21]

保養所・研修所など
- 富山県教職員厚生会宇奈月保養所 ホテル渓仙（2022年3月末日に閉館[22]）
- 宇奈月研修センター（外国人研修生集合研修所）[注釈 3]
- 地方職員共済組合宇奈月保養所 黒部荘[16]
- 健康保険保養所 ホールサムインうなづき[21]
- NTT健康保険組合宇奈月保養所 越山荘
- 老人保養センター 新川荘
- 保険の家（関西電力）[16]
- 宇奈月クラブハウス[16]
- 昭電保養所[16]
- 健保宇奈月荘[16]
- 東洋紡宇奈月荘[16]
- 北銀保養所[16]
- 北電保養所（宇奈月保険館）[注釈 4]
- 地鉄柴山荘（1955年4月15日竣工利用開始[25]、1980年3月5日改築[26]、1990年6月30日閉館[27]）
- 営林署保養所[16]
- 電通寮[16]
- 温泉プール - 昭和初期に宇奈月谷下流に存在。当時としては大変珍しい温泉プールであったが、観光客増加に伴い旅館やホテルが建設されるようになると役割を終え姿を消した[28]。

など

## 歴史

### 前史
この地はかつて「桃原」呼ばれており、桃の木が自生している以外は音沢村の出作り小屋しか存在しない荒れ地であった。1885年（明治18年）頃に書かれた『越中遊覧志』では、「花時にいたりては一望紅錦を張るが如く…」と記載されている。
かつては布施山開の桃原開であったが、1889年（明治22年）4月1日、町村制施行に伴い、桃原は内山村に所属することになった。
なお、自生していた桃の木は明治末期に姿を消したとみられる。

### 愛本温泉
- 1915年（大正4年） - 富山市の高沢藤吉によって黒薙からの引湯樋設置工事が始められた。
- 1916年（大正5年）10月13日 - 愛本温泉株式会社設立[31]。
- 1917年（大正6年） - 内山村中心部（現・黒部市宇奈月町内山）から現在の温泉街の方向にある黒部川左岸の内山地内「荷上」の地に小学校校舎に似た2階建ての500人収容の旅館（客室棟3棟〔1棟は旅館部、2棟は自炊部〕）と大浴場を備えた「愛本温泉」が営業を開始した[32][33]。名勝愛本橋と同一名称であるが、住所上は内山村である。
- 1920年（大正9年） - 愛本ホテル株式会社が設立し、愛本温泉と並んで高級旅館が建てられる。この頃から温泉の温度が低下し始め、7、8月以外は入浴出来る状態ではなくなり、大釜を築いて加温しなければならなくなり、やがて据風呂となり、客足が次第に減少し始めた[33]。
- 1921年（大正10年） - 台風災害により1棟が倒壊、死者1名および数名の重軽傷者も出て閉湯することになった[33]。
- 1922年（大正11年） - 愛本温泉、愛本ホテルの建物[33]と温泉の権利は東洋アルミナムの設立した黒部温泉会社に売却された。これが現在の宇奈月温泉の礎である。

### 東洋アルミナム株式会社
- 1917年（大正6年）7月 - 高峰譲吉や三共製薬・塩原又策等が日本最初のアルミ精錬所を計画し、黒部川で電源開発を進めるため、東大土木工学科出身の逓信省電気局技師・山田胖（やまだ ゆたか）[注釈 6]を引き抜き、創立計画に当たらせた。彼は降雪期である12月に、桃原（現在の宇奈月）から黒薙まで調査に赴いた。
- 1919年（大正8年）12月 - 三共製薬本社内に東洋アルミナム株式会社[34]を正式に設立する。代表取締役は高峰譲吉と塩原又策である。資本金1000万円。
- 1921年（大正10年） - 東洋アルミナムは資材運搬と湯治客も利用できる一般営業を目的とする黒部鉄道株式会社を設立し建設工事に着手した。これは、桃原（うなづき平、うなづき台とも）を温泉地として開発し、温泉客の鉄道利用で鉄道の建設・維持費用を得て、電源開発工事作業員の福利厚生施設ともするという一石三鳥を狙った計画であった。

### 黒部温泉会社

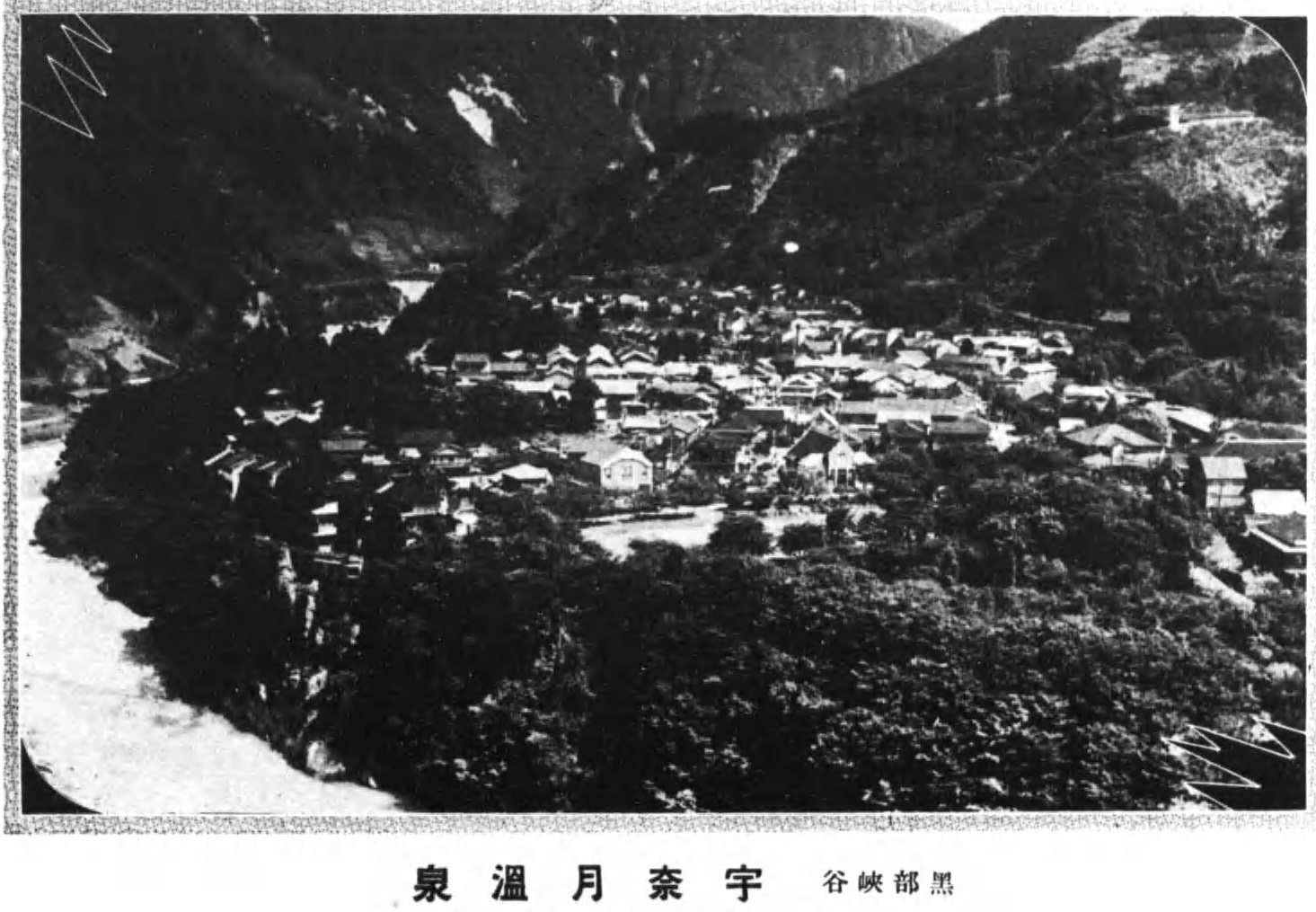
戦前の宇奈月温泉（高岡新聞社編『躍進富山県』1938年）

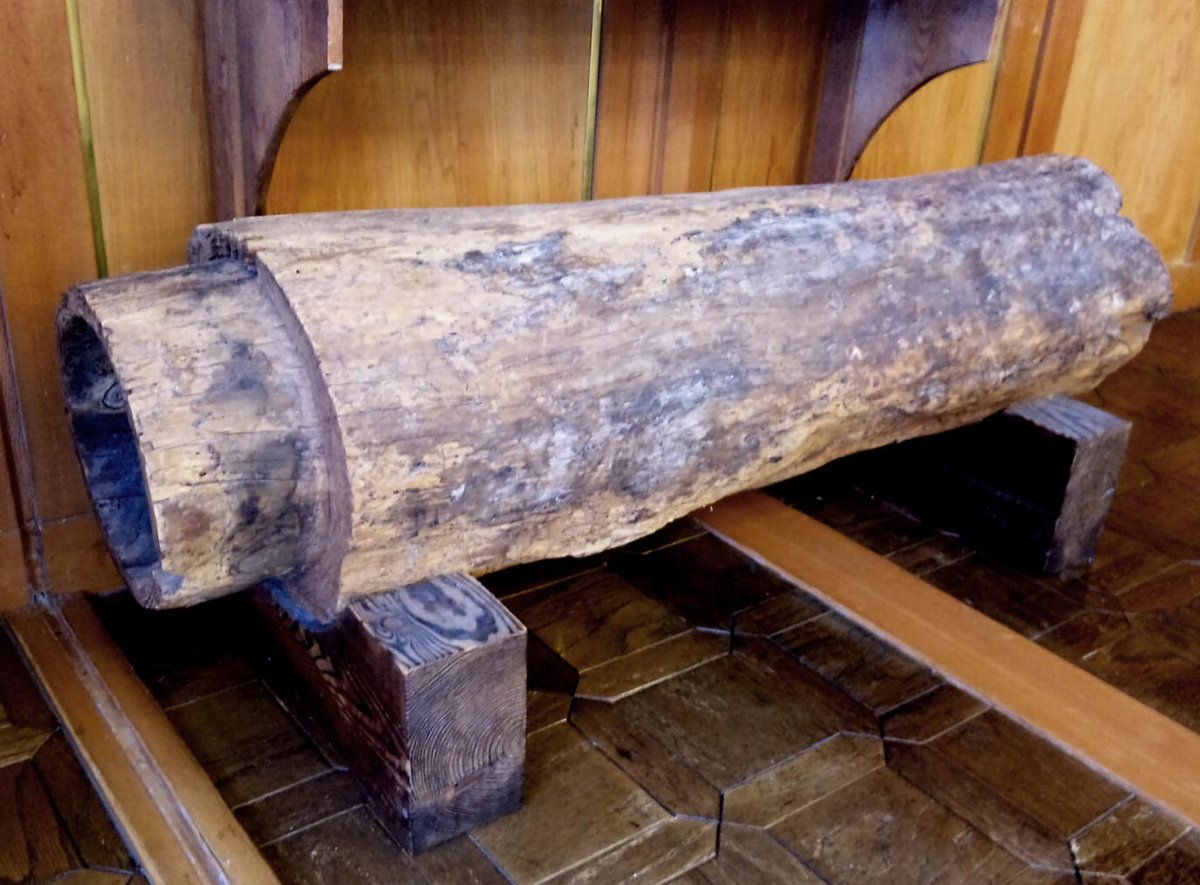
かつての赤松製引湯管、温泉街にいくつか展示されている

- 1922年（大正11年） - 東洋アルミナムにより、黒部温泉会社が設立された。そして、旧愛本温泉の権利と建物を買い取った。また、黒薙等の温泉の財産と権利を買収し、桃原の土地買収を始めた。
山田胖の著「宇奈月温泉由来」によれば、開発調査中の山田が、沸かし湯となっていた愛本温泉に入浴中に、他の客が源泉で水を加えれば（流速が増し）温度が下がらないはずだというのに対して、樋（とい）ではなくパイプを使い圧力をかけて流速を増し、到達時間を短縮すれば引湯の温度が下がらないと自ら述べたという[注釈 7]。
- 1922年（大正11年）7月22日 - 高峰譲吉が死去。この後、東洋アルミナムによる黒部川での事業展開は縮小し、黒部温泉会社による桃原の土地買収は計画の半分の2万5000坪で終結された。黒部温泉会社（東洋アルミナム）は、県内の旅館や料亭などに自社が購入した土地を斡旋し温泉街を作ろうとしはじめた。
同じ年、東洋アルミナムは第一次世界大戦終結に伴う景気悪化に伴うアメリカ合衆国のアルミ会社の事業撤退や高峰の死去を受けてアルミ製造をあきらめ、目的を電力開発のみとし[6]、黒部水力株式会社と改称される。三共の塩原又策は、東洋アルミナムの全株式を日本電力に譲渡、東洋アルミナムの社長には日本電力の山岡順太郎[注釈 8]が就任した。宇奈月の地名は、当時の日本電力（現関西電力の前身）社長・山岡順太郎が名付け親とされる。
- 1923年（大正12年）11月20日[35] - 黒部鉄道（現・富山地方鉄道）により資材運搬を主な目的として旅客も乗せる、当時の三日市町の三日市駅（1969年廃止。現JR黒部駅に隣接していた。）[注釈 9]と宇奈月を結ぶ鉄道路線が開通した。これにより、温泉に進出しようとする者が出始めた。
- 1923年（大正12年）11月22日[注釈 10] - 山田胖は黒薙温泉からの引湯管を設置した。この引湯管は旧愛本温泉の引湯樋に替わる物で愛本温泉の引湯ルートに沿って設置されたものであった。松材をくりぬいたパイプを使い温泉が自噴する圧力を保って流れが速く、黒薙の泉源から2時間ほどで湯が届いた。このため、冬でも55℃の温度が確保されることとなった。
- 1924年（大正13年） - 黒部温泉会社は旧愛本温泉の建物を移築し、宇奈月館（現宇奈月グランドホテルの前身）として経営した。それとともに、旅館を経営しようとする者に自社が購入した土地と温泉を斡旋する際に3万円を融資した。この後、延対寺別館、宇奈月富山館、桃原館などが開かれた。その後、1927年（昭和2年）には河内屋なども進出し、十数件の旅館、みやげ物店などもできて温泉街の体裁が整っていく。
- 1925年（大正14年）
  - 4月10日 - 荻生銀行宇奈月出張所（後の北陸銀行宇奈月支店）が営業開始[36]。
  - 9月 - 宇奈月消防団が結成される[35]。
  - 日本電力が黒部水力株式会社を併合した。
- 1926年（大正15年 / 昭和元年）12月25日 - 警察派出所、宇奈月郵便局開設。宇奈月神社遷座式[35]。
- 1927年（昭和2年）
  - この年の時点での旅館数は12軒（和田旅館、桃原館、延対寺荘、富山館、喜泉閣、アルプス館、黒部荘、望月、日の出館、水月旅館、堀旅館、小柳旅館）[20]。
  - 9月5日 - 内山小学校宇奈月分校設置[37]。
  - 10月20日 - 宇奈月神社竣工[38]。
- 1928年（昭和3年）12月5日 - 柳河原発電所[注釈 11]の完成をもって、山田胖は黒部を去り後に[要出典]奥多摩工業株式会社の社長に転じた[40]。山田が調査を開始してから11年目であった。
- 1935年（昭和10年)10月5日 - 引き湯の経由地に、樋菅を通すための利用権が設定されていない土地があり、その所有者が土地の高額買取を黒部温泉に要求したが拒否されたため、不法占拠として樋菅撤去を要求して裁判に訴えたが、大審院判決により「権利の濫用」として上告棄却された（宇奈月温泉事件）[41]。この判決は権利濫用の重要判例として広く知られるに至った。
- 太平洋戦争戦時中 - 温泉街の近くの鉱山で採れたモリブデン（兵器の強度を高める地下資源）の集積地となった。また、傷痍軍人の療養所（全国10箇所のうちの1つ）が3,300坪の敷地に15棟が建設された（手術室やレントゲン室、大浴場、食堂などを完備）[42]。
- 1945年（昭和20年）8月1日 - 太平洋戦争の戦況悪化の影響で全旅館が休業（この時点での旅館は「小柳館」「桃原館」「坂井館」「富山館」「延楽館」「金山館」「水月旅館」「河内旅館」「延對寺」の計9軒）。終戦後は段階的に営業を再開[18]。

### 戦後
- 1946年（昭和21年）5月21日 - 午前11時30分頃に共同浴場の近くにあった土木作業場（飛鳥組）より出火し、5mの西風にあおられ延焼し、川をふさいだ上出火元が温泉街の入り口付近であたっため消防車が町の中に入れず、さらに黒部川にホースが届かないという水利の不便も災いし大火となった。同日午後2時30分頃に自然鎮火したが、温泉街（全350余戸）の9割を焼失した（焼け残った旅館は富山館、宇奈月館の2軒のみ、また、日本発送電の社宅5戸、北日本鉱業社宅、山岡別荘、同二上社宅も消失を免れている）。当時の日本発送電黒部川支社長による1,000万円の復興費の準備や内山村による村有林の払い下げなどによる復興費捻出などの援助により復興した。これに合わせ温泉街の道路網の区画整理や近代的感覚を取り入れた旅館施設や内容の充実を図り、入浴客の受け入れ態勢が強化された[43][18][44][42]。
- 1947年（昭和22年）冬 - 雪のカーニバルが初めて開催される[18]。
- 1950年（昭和25年）7月 - 黒部宇奈月観光協会設立[45]。
- 1953年（昭和28年）11月 - 関西電力黒部専用軌道の内、宇奈月 - 欅平間は地方鉄道法による営業の免許を受け、トロッコ電車の一般観光客利用が行われはじめた。これにより客足が伸びたことで、温泉街も発展した。
- 1954年（昭和29年）7月10日 - 内山村が東山村、愛本村と合併、当温泉は宇奈月町の所属となる。宇奈月町時代は、「下新川郡宇奈月町 ○○○○番」となっていて、大字名としての宇奈月温泉はなかった[46]。
- 1956年（昭和31年）7月 - 関西電力黒部ダムと黒部川第四発電所の建設が始まる。
- 1956年（昭和31年） - 宇奈月温泉スキー場がオープンした。
- 1958年（昭和33年）10月20日 - 昭和天皇が富山県国体開催に合わせて行幸。延楽が行在所となる[47]。
- 1963年（昭和38年）6月9日 - 山田胖は宇奈月温泉を再訪し、「40年ぶりに来た。宇奈月の発展はめざましい。私の働いていたころがしのばれる。」と語ったとされる。宇奈月を去ってから長く訪れなかったことがわかる[注釈 12][48]。
- 1964年（昭和39年）
  - 3月、温泉会館が竣工[49]。
  - この年の黒四発電所完成後も開発の関連工事は続き、大手ゼネコンや電気設備納入のメーカーといった工事関係者と黒部峡谷を訪ねる観光客で温泉街は繁栄を極めた。この当時、芸者置屋が5 - 6件あった。
- 1966年（昭和41年）4月1日 - 宇奈月小学校宇奈月教場が本校に統合されたため廃校[50]。
- 1971年（昭和46年）7月 - 宇奈月 - 欅平間の鉄道営業を行うため、関西電力の子会社黒部峡谷鉄道株式会社が発足する。
- 1975年（昭和50年） - 想影橋の下に温泉のパイプを通して黒部川左岸側に初めて引湯し、グリーンホテル喜泉が同地に移転[51]。
- 1976年（昭和51年）4月1日 - 想影公園（1.6ha）が開設される[52]。
- 1977年（昭和52年）5月18日 - 『平和の像』土付けの式[53]。
- 1982年（昭和57年）
  - 6月1日 - 『平和の像』組立作業が開始[54]。
  - 10月8日 - 『平和の像』除幕式[55]。
- 1984年（昭和59年）12月 - 温泉街に廃湯利用のロードヒーティング（融雪装置）が一部完成[56]。
- 1985年（昭和60年）9月27日 - 音沢発電所が全面営業運転を開始[57]。これを以て黒部川の電源開発がほぼ終了する。
- 1986年（昭和61年）7月 - 商工振興協同組合が設立される[58]。
- 1987年（昭和62年）4月28日 - 黒部川電気記念館オープン[59]。
- 1993年（平成5年）
  - 4月 - 宇奈月温泉の祖である山田胖が作った柳河原発電所がダム湖に沈むことから新たに作られた新柳河原発電所が、運転を開始した[60]。
  - 7月30日 - 温泉街の新たな集客力として国際会議場、宇奈月国際会館「セレネ」（現・黒部市芸術創造センターセレネ）が完成する[61]。
- 2001年（平成13年） - 多目的ダムである宇奈月ダムの完成とともに付随設備「とちの湯」（栃の実に由来）なども完成した。
- 2003年（平成15年）7月17日 - 足湯『おもかげ』竣工[62]。愛称は702件の応募の中から、想影橋に由来するものとして選ばれた[63]。
- 2004年（平成16年）5月1日 - 温泉街に無料休憩所『いっぷく処』オープン[64]。
- 2006年（平成18年）3月 - 下新川郡宇奈月町と黒部市の合併（平成の大合併）による新・黒部市の誕生に併せて、温泉街の地名が「宇奈月温泉」に変更された。
- 2009年（平成21年） - 宇奈月温泉スキー場は2009年度から黒部市に代わり、民間組織「宇奈月大原台」（2008年〔平成20年〕11月6日設立）が管理運営することとなった[65]。
- 2016年（平成28年）4月27日 - 宇奈月温泉総湯『湯めどころ宇奈月』がオープン[66]。
- 2020年（令和2年）5月 - 新型コロナウイルス感染症拡大を受けて、宇奈月温泉一帯の宿泊施設が約1カ月間にわたり休業。再開後も翌年にかけて宿泊者数が激減[67]。
- 2021年（令和3年） - 観光庁による景観を改善する補助事業の採択を受け、廃業した宿泊施設の撤去が始まる。2022年度末までに4棟を撤去[68]。
- 2023年（令和5年） - 開湯100周年。
- 2024年（令和6年）3月15日 - 同年1月1日発生の能登半島地震の影響で、泉質が変化し、メタケイ酸とマンガンが増加したことが判明した[69]。マンガンが消毒用の塩素と化学反応を起こしたことにより赤茶色の沈殿物を発生させ、湯船や床のタイルに赤茶色が付くようになったが、時間の経過とともに赤茶色の沈殿物が無くなっていった（湯めどころ宇奈月では、同年5月中旬頃から徐々に色が薄くなり、同年6月には色が付かなくなった）[70]。

## アクセス
- 富山地方鉄道 本線、宇奈月温泉駅。
- E8 北陸道 黒部ICより富山県道53号若栗生地線、富山県道14号黒部宇奈月線。
- あいの風とやま鉄道線 黒部駅より富山県道14号黒部宇奈月線。

北陸新幹線 黒部宇奈月温泉駅は駅名に「宇奈月温泉」とあるが温泉からは離れた場所にあり、新幹線駅前にある富山地方鉄道新黒部駅で乗り換え、宇奈月温泉駅まで25分程度かかる。

## 宇奈月温泉スキー場
南側に宇奈月温泉スキー場がある。温泉街を見渡す宇奈月温泉スキー場の上部に佐々木大樹が原型を作成した平和観音像がある。

## トピック

### 宇奈月温泉事件

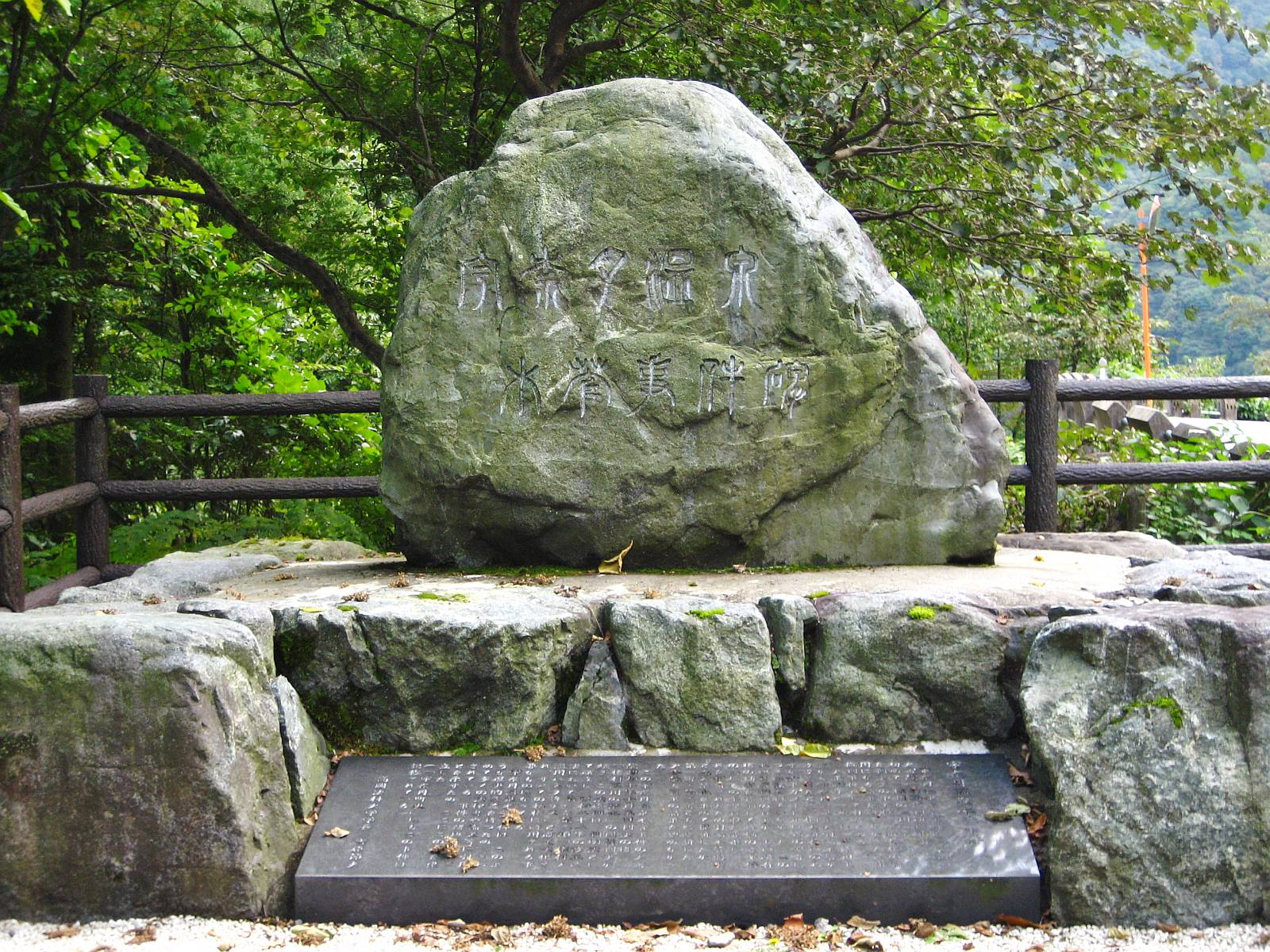
宇奈月温泉木管事件碑

宇奈月温泉は、法律学（民法判例）上、極めて重要な事件である宇奈月温泉事件の舞台となった。前述の源泉から温泉街までの引湯管の敷設地が一部未買収であったことが発端となった訴訟である。この判決では大審院によって権利濫用の解釈が示され、原告の主張が権利濫用の法理により排斥された(大審院第三民事部判決昭和10年10月5日民集14巻1965頁)。民法判例百選の最初に登載されている事件で、法学部などで民法を学ぶ者が最初期に目にする判例の1つである。

### うなずきマーチ
「うなずきマーチ」は、作詞・作曲大滝詠一で1980年代にフジテレビ系列（地元では富山テレビ放送がネット）で放送された、当時の超人気バラエティ番組『オレたちひょうきん族』のレギュラー出演者の中の3人（ビートきよし、松本竜介、島田洋八：ビートたけし、島田紳助、島田洋七のそれぞれの相方で、ツッコミ（うなずき）役）で構成されたユニット「うなずきトリオ」が「ひょうきんベストテン」コーナーで歌った曲。大滝とうなずきトリオの3人とが、宇奈月温泉を訪れ、滞在していた時に構想が浮かんだとされ、番組の企画で3人が実際に宇奈月温泉で歌ったこともある。

### ラバウルの宇奈月温泉
第二次世界大戦中、旧大日本帝国海軍の根拠地のひとつであったパプアニューギニアのニューブリテン島ラバウルに、「宇奈月温泉」という別称がついた場所が戦時中の地図に存在する。この名称は当時、富山県出身の海軍第25航空戦隊司令部気象班員の兵士によって命名されたとされる。